# TRIBUTE OF MUCC -縁［en］-
『TRIBUTE OF MUCC -縁[en]-』（トリビュート オブ ムック えん）は、日本のバンドMUCCの20周年記念トリビュートアルバム。2017年11月22日に発売された。

## 収録曲
DISC 1
1. 蘭鋳 / ROTTENGRAFFTY
作詞：逹瑯 / 作曲：ミヤ
  - 3rdアルバム『是空』収録曲。
2. ハニー / BAND-MAID
作詞・作曲：ミヤ
  - 11thアルバム『シャングリラ』収録曲。
3. 最終列車 / THE BACK HORN
作詞：逹瑯 / 作曲：ミヤ
  - 11thシングル曲。
4. EMP / ken
作詞：逹瑯 / 作曲：ミヤ
  - 13thアルバム『脈拍』収録曲。
5. ガーベラ / sukekiyo
作詞：逹瑯 / 作曲：ミヤ
  - 12thシングル曲。
6. 溺れる魚 / gibkiy gibkiy gibkiy
作詞・作曲：逹瑯
  - 4thアルバム『朽木の灯』収録曲。
7. 謡声（ウタゴエ）/ 氣志團
作詞：逹瑯 / 作曲：ミヤ、SATOち
  - 14thシングル曲。
8. アイアムコンピュータ / POLYSICS
作詞・作曲：ミヤ
  - 10thアルバム『カルマ』収録曲。
9. 風と太陽 / cali≠gari
作詞・作曲：ミヤ
  - ライブDVD『-MUCC 15th Anniversary Year Live-「MUCC vs ムック vs MUCC」不完全盤「死生」』付属CD収録曲。
10. 流星 / Plastic Tree
作詞：逹瑯 / 作曲：ミヤ
  - 13thシングル曲。
11. 暁闇 / シド
作詞：逹瑯 / 作曲：YUKKE
  - 4thアルバム『朽木の灯』収録曲。
12. 五月雨 / 左迅×弐×愁×Яyo
作詞・作曲：ミヤ
  - 2ndシングル『赤盤』収録曲。
  - ボーナストラック。ジャケットには表記されていない。
  - girugameshの元メンバー全員による演奏だが、バンド名を使用しない。

DISC 2
1. CLASSIC / FLOW
作詞：逹瑯、YUKKE / 作曲：YUKKE
  - 35thシングル曲。
2. 大嫌い / THE ORAL CIGARETTES
作詞・作曲：ミヤ
  - 4thシングル『負ヲ讃エル謳』収録曲。
3. 茫然自失 / lynch.
作詞：ミヤ / 作曲：石岡
  - 3rdアルバム『是空』収録曲。
4. Mr.Liar / ヒステリックパニック
作詞・作曲：ミヤ
  - 11thアルバム『シャングリラ』収録曲。
5. リブラ / 矢野絢子
作詞：逹瑯 / 作曲：ミヤ
  - 16thシングル曲。
6. 家路 / MERRY
作詞：逹瑯 / 作曲：SATOち
  - 3rdシングル『青盤』収録曲。
7. アカ / DEZERT
作詞・作曲：ミヤ
  - 1stミニアルバム『アンティーク』収録曲。
8. ハイデ / ROACH
作詞：逹瑯 / 作曲：ミヤ
  - 34thシングル曲。
9. フライト / BREAKERZ
作詞：逹瑯、ミヤ / 作曲：ミヤ、SATOち
  - 17thシングル曲。
10. ニルヴァーナ / GRANRODEO
作詞・作曲：ミヤ
  - 27thシングル曲。
11. ブリリアント ワールド / 鬼龍院翔（ゴールデンボンバー）
作詞・作曲：ミヤ
  - 33rdシングル曲。
12. 恋は水色 / ムック
作詞：Pierre Cour / 作曲：André Popp
  - ボーナストラック。ジャケットには表記されていない。
  - フランスの楽曲「L'amour est bleu」の日本語版カバー。また、カセットテープ『愁歌』に収録されている「恋人」を再録している。